# التهاب القرص
التهاب القرص هي عدوى في حيز القرص بين الفقرات والتي تؤثر مختلف الاعمار. حيث انها قد تؤدي عند البالغين لمضاعفات مختلفة مثل تسمم الدم ، أو الخراج فوق الجافية، ولكن يمكنها أيضا التجدد تلقائيا وخاصة لدى الأطفال ممن هم اصغر من سن الثامنة. يظهر التهاب ما بعد الجراحية تقريبا بنسبة 1 إلى 2 % لدى المرضى بعد جراحة العمود الفقري.

## علامات وأعراض
تشمل الاعراض الام شديدة بالظهر، والتي تؤدي إلى عدم الحركة. ففد يرفض بعض الأطفال الصغار المشي ومن الممكن وجود انحناء في الظهر. تظهر الاعراض في حالة ما بعد الجراحة خلال أسبوع وتسبب الم شديد في اسفل الظهر أو الام في الرقبة (تعتمد على موقع الجراحة). في حاله عدم علاجها فقد يمكن لالتهاب القرص ان يعالج نفسه مسببا انصهار تلقائيا لحيز القرص بين الفقرات، ومسبب أيضا عدوى مزمنة من الدرجة المنخفضة، أو تطور لالتهاب العظم والنقي أو حتى خراج فوق الجافية. في حاله الالتهاب المصاحب لفقره أو أكثر من فقرات الظهر ( في الحلات المماثلة عادة ما تكون المناطق المجاورة لحيز الفقرات بين الأقراص ). وتسمى هذه الحالة بالتهاب القرص والفقرات

## تشخيص

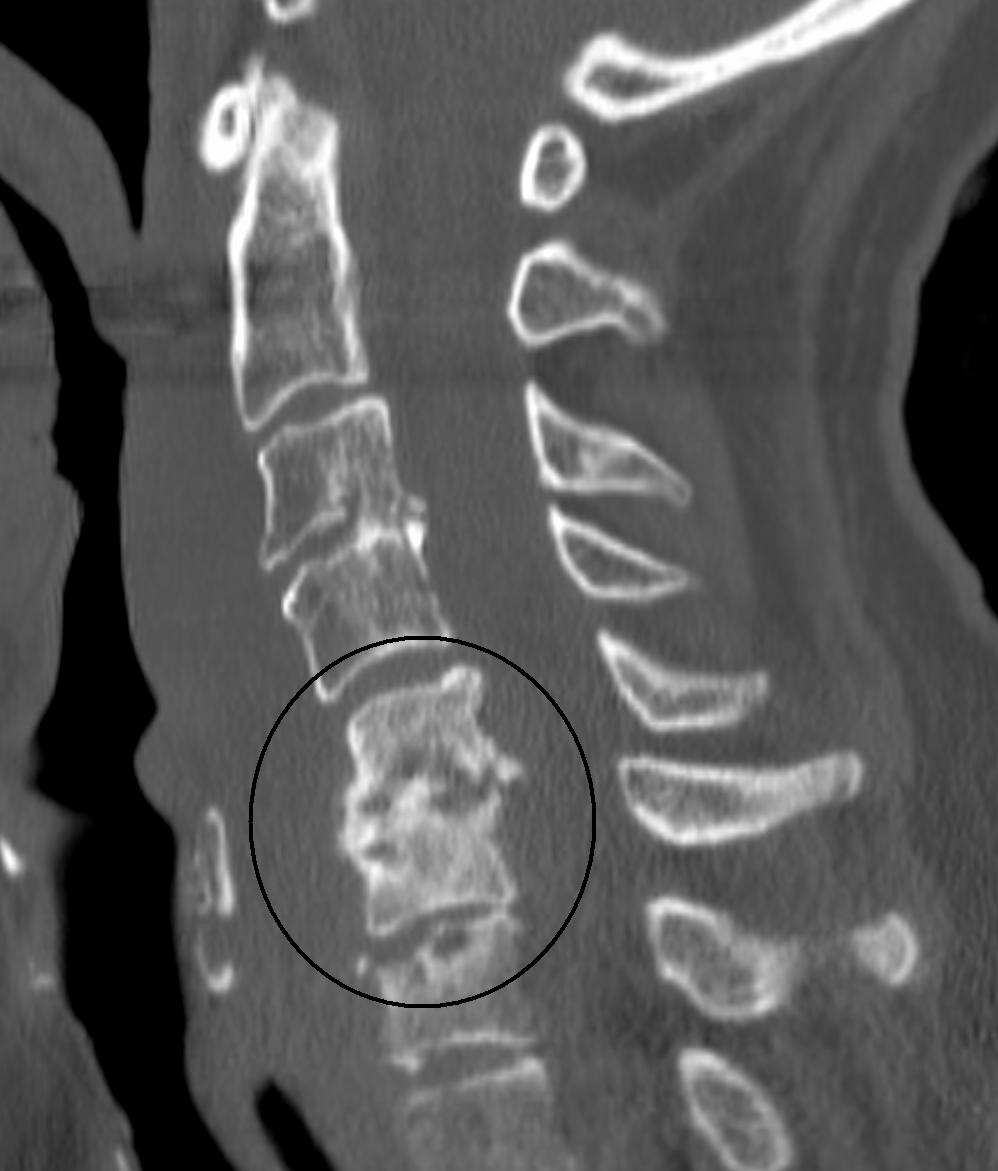
القرص المصاب في درجه C5 C6 مسبب اعراض عصبية

يمكن عمل الخزعة فهي قد تساعد في تشخيص حالات معينة وغالبا لا تحصل على كائنات حية. سيكون مستوى بروتين سي التفاعلي ومستوى سرعة تسرب الدم مرتفعان ومفيدان في العلاج. غالبا يكون عدد كريات الدم البيضاء 

## العلاج
يشمل العلاج عادة على مضادات حيوية، وتقليل حركة الأعضاء المتضررة، إما بتقوس الظهر أو بالتجبيس، فبدون علاج يمكن ان يتشكل الخراج لدى المريض والتي قد تحتاج إلى تصحيح جراحي، بسبب ضعف أوعية القرص الدموية، فيتطلب العلاج غالبا عامل قوي مثل السيبروفلوكساسين المصاحب لفانكوميسين. أحيانا تستخدم الأدوية المستخدمة عن طريق الفم لعلاج العدوى ولكن قد تتعرض للفشل وقد تحتاج إلى الأدوية عن طريق الوريد.  
في حاله ما كان المريض بالغا فقد ينصح الجراحين والأطباء بالقليل من الحركة مع حدود الألم الدواء. تستجيب الأقراص للضغط الاسموزي لذلك الحركة مفيدة لزيادة تدفق الدم. لهذا السبب لا يتم اخبار مرضى القرص بالراحة بالفراش. ولدى الأطفال فهي تقرر على اساسيات فردية، اما الراحة في الفراش أو التقليل من الحركة، فهي تعتمد على موقع وشدة التهاب القرص.